# Ischemski rajon
Der Ischemski rajon (russisch Ижемский район; Komi Изьва район) ist ein Rajon der Republik Komi  im Föderationskreis Nordwestrussland.  Verwaltungszentrum ist das Dorf (selo) Ischma, das rund 400 km Luftlinie nordnordöstlich der Republikhauptstadt Syktywkar liegt. Durch den Rajon fließen die Petschora und ihr linker Nebenfluss Ischma.
Der am 15. Juli 1929  gegründete Rajon ist das Siedlungsgebiet der Komi-Ischemzen, die namensgebend sind und 85 % der Einwohner stellen. 10 % der Bevölkerung sind Russen.
Der Rajon umfasst zehn Landgemeinden (selskoje posselenije). Die größten Ortschaften neben dem Rajonzentrum Ischma sind die Siedlung Schtscheljajur mit über 2700 Einwohnern (2015) sowie die Dörfer Mochtscha und Sisjabsk mit jeweils gut 1000 Einwohnern (2010).